# Ароухед Спрингс (Вајоминг)
Ароухед Спрингс (енгл. Arrowhead Springs) насељено је место без административног статуса у америчкој савезној држави Вајоминг.

## Демографија
По попису из 2010. године број становника је 63, што је 5 (-7,4%) становника мање него 2000. године.
| Група             | 2000.      | 2010.       |
| Белци             | 63 (92,6%) | 63 (100,0%) |
| Афроамериканци    | 0 (0,0%)   | 0 (0,0%)    |
| Азијати           | 4 (5,9%)   | 0 (0,0%)    |
| Хиспаноамериканци | 0 (0,0%)   | 0 (0,0%)    |
| Укупно            | 68         | 63          |